# اکسپلوراتوریوم
اکسپلوراتوریوم (انگلیسی: Exploratorium) یک موزه علوم در سان‌فرانسیسکو ایالات متحده آمریکا است.
این موزه در ۱۹۶۹ توسط فرانک اوپنهایمر فیزیک‌دان اهل ایالات متحده تأسیس گردید.
از زمان تأسیس موزه، بیش از ۱۰۰۰ نمایشگاه مشارکتی ایجاد شده‌است که تقریباً ۶۰۰ مورد از آنها در هر زمان به نمایش گذاشته شده‌است. فضای کارگاه ساختمان نمایشگاه در داخل موزه قرار دارد و برای مشاهده باز است. علاوه بر فضای نمایشگاه عمومی، اکسپلوراتوریوم از زمان تأسیس خود به توسعه حرفه‌ای معلمان، اصلاح آموزش علوم و ارتقای موزه‌ها به عنوان مراکز آموزش غیررسمی مشغول بوده‌است. از زمان مرگ اوپنهایمر در سال ۱۹۸۵، اکسپلوراتوریوم به حوزه‌های دیگری از جمله وب‌سایت ۵۰۰۰۰ صفحه‌ای و دو برنامه iPad در صدا و رنگ گسترش یافته‌است. همچنین الهام‌بخش یک شبکه بین‌المللی از موزه‌های مشارکتی است که برای مشارکت عمومی در آموزش علوم عمومی کار می‌کنند. ساختمان جدید اکسپلوراتوریوم همچنین در تلاش است تا تلاش‌های پایداری زیست‌محیطی را به عنوان بخشی از هدف خود برای تبدیل شدن به بزرگ‌ترین موزه خالص صفر در کشور به نمایش بگذارد.